# الاستئصال الاندماجي والعلاج المناعي
الاستئصال الاندماجي والعلاج المناعي هو علاج للأورام يجمع بين تقنيات استئصال الورم المختلفة والمعالجة المناعية. يعزز الجمع بين المعالجة باستئصال الأورام والعلاج المناعي الاستجابة المحرضة للمناعة ويؤدي إلى تأثيرات تآزرية مع العلاج الاستشفائي للسرطان الانتقالي (الانبثاثي). تُستخدم عدة تقنيات استئصالية منها الاستئصال بالتبريد والاستئصال بالترددات الراديوية والاستئصال بالليزر والاستئصال الضوئي الديناميكي والعلاج الإشعاعي التجسيمي والعلاج الإشعاعي بانبعاث أشعة ألفا والعلاج بالحرارة والموجات فوق الصوتية الكثيفة المركزة. بالتالي، يعد الاستئصال الاندماجي للأورام والعلاج المناعي طريقة للوصول إلى لقاح ذاتي حال للورم داخل الجسم وعلاج المرض الانتقالي.

## آلية العمل
خذ الحرارة المغناطيسية كمثال. من خلال تطبيق حرارة مغناطيسية متواسطة بالجسيمات النانوية ضمن عتبة 43 درجة مئوية لئلا تتلف الأنسجة الطبيعية المحيطة، تنتج كمية كبيرة من بروتينات الصدمة الحرارية (إتش إس بّي) داخل أنسجة الورم وحولها، ما يحرض استجابات مناعية خاصة بالورم. أشارت التجارب الحيوية إلى أن العلاج المغناطيسي بالحرارة المتواسطة بالجسيمات النانوية قد يؤدي إلى تراجع أنسجة الورم الموضعية المعرضة للحرارة، بالإضافة إلى تراجع الأورام النقيلية البعيدة غير المعرضة للحرارة. يحرض الاستئصال الجزئي أو التام للأورام النقيلية الأولية أو الثانوية تنخر الخلايا السرطانية، ما يؤدي إلى تحرر المستضدات وتقديمها إلى جهاز المناعة. تساعد المستضدات الورمية التي تحررت في تنشيط الخلايا التائية المضادة للورم، والتي يمكنها تدمير الخلايا الخبيثة المتبقية في الأورام الموضعية والبعيدة. يؤدي الجمع بين العلاج المناعي (مثل: مثبطات الحواجز المناعية، والعلاج بمستقبلات المستضد الخيمري للخلايا التائية) ومساعدات اللقاح (مثل: الإنترفيرون والصابونين) مع الاستئصال إلى تحقيق تآزر مناعي، وقد يعالج المرض المنتقل بقصد الشفاء.

## علاجات الاستئصال
تتواجد العديد من علاجات الاستئصال الموضعي التي تحرض تنخر الخلايا السرطانية وإطلاق مستضدات الورم لتحفيز الاستجابة المناعية. يمكن دمج علاجات الاستئصال هذه مع العلاج المناعي الجهازي:
- الاستئصال الحراري: الاستئصال الحراري الموضعي للورم:
  - الاستئصال بالتبريد.
  - الاستئصال الراديوي.
  - الاستئصال بالموجات فوق الصوتية الكثيفة المركزة.
  - الاستئصال بالليزر.
  - الاستئصال الضوئي الديناميكي.
  - الاستئصال بالحرارة العالية.
- الاستئصال باستخدام العلاج بأشعة ألفا:
  - نوع جديد من العلاج الاستئصالي تُستخدم فيه أشعة ألفا، ويخضع الآن لتجارب سريرية لعلاج عدة أنواع من الأورام الصلبة. تنبعث جسيمات ألفا من البذور التي تُزرع داخل الورم وتحتوي على ذرات (Ra-224) مثبتة على سطحها. حين يتحلل الراديوم، تُطلق النظائر الوليدة قصيرة العمر من البذور عن طريق طاقة الارتداد، وتنتشر داخل الورم، وتنبعث منها جزيئات ألفا عالية الطاقة تدمر الورم. يُطلق على هذا العلاج اسم «العلاج الإشعاعي المنتشر بانبعاث أشعة ألفا» أو دي أيه آر تي.[9]
- التكنولوجيا النانوية في الاستئصال الحراري والعلاج المناعي:
  - تُطور تقنيات النانو حاليًا تطويرًا مستمرًا للاستفادة منها في العلاج المناعي للسرطان نظرًا لتعدد استخداماتها فيما يتعلق بالجمع بين الأساليب العلاجية والتشخيصية. على سبيل المثال، تستطيع جسيمات أكسيد الحديد النانوية أن تولد حرارة ضمن المجال المغناطيسي المتناوب (100 كيلو هرتز إلى 1 ميغا هرتز)؛ ويمكن أن تُستخدم أيضًا كعوامل تباين في التصوير بالرنين المغناطيسي (إم آر آي) لتصوير ومراقبة توليد جزيئات أكسيد الحديد النانوية وتوزعها وفعالياتها الحيوية. يمكن تركيز الجسيمات النانوية المغناطيسية في موقع الورم عن طريق تطبيق مجال مغناطيسي خارجي، ويمكن أيضًا الاستفادة منه في تقليل الآثار الجانبية المتعلقة بالجرعة. قد تحرض الحرارة الموضعية أيضًا إطلاق بعض العلاجات المناعية المضادة للسرطان التي تُحمل من الشحنات النانوية إذا كانت المواد النانوية مستجيبة للحرارة. من الناحية البيولوجية، يمكن أن يزيد التسخين الموضعي ارتشاح الناقلات الدوائية النانوية من الأوعية الورمية زيادة كبيرة، ما يعزز وصول الأدوية المضادة للسرطان إلى السرطانات المستهدفة.